# Ångström

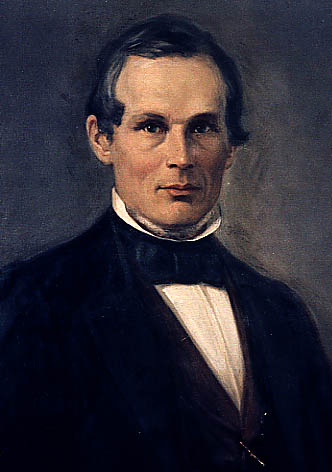
Anders Jonas Ångström

L'ångström (Å), o angstrom (pronuncia svedese: /ˈɔŋstrœm/), è un'unità di lunghezza non appartenente al Sistema internazionale (SI) corrispondente a 0,1 nm o 1×10−10 m.
Prende nome dal fisico svedese Anders Jonas Ångström, uno dei padri della spettroscopia. Questa unità di misura viene spesso impiegata per indicare le dimensioni delle molecole e degli atomi, il cui raggio varia tra 0,25 e 3 Å, e per indicare la lunghezza dei legami chimici, compresi, di solito, tra 0,75 (molecola di H2) e 2 Å.
1 Å = 100 pm = 0,1 nm = 10−4 μm = 10−7 mm = 10−8 cm = 10−10 m

## Utilizzo
Non essendo un'unità del Sistema internazionale di unità di misura, il suo uso è ufficialmente scoraggiato. È inserita nella Tabella 8 della pubblicazione SI (Altre unità non-SI attualmente accettate). Il Bureau International des Poids et Mesures (BIPM) spiega: "La Tabella 8 elenca alcune delle unità non-SI correntemente accettate per l'uso all'interno del SI per soddisfare le necessità di interessi commerciali, legali e specifici di alcune scienze. Queste unità dovrebbero essere definite in relazione al SI in ogni documento in cui sono utilizzate. Il loro uso non è incoraggiato".
L'indicazione in ångström può essere agevolmente sostituita mediante l'utilizzo del nanometro o del picometro. In ogni caso, nonostante la deprecazione ufficiale, l'ångström viene tuttora usato da molti scienziati. Essi sostengono che sia un'unità molto comoda, corrispondente più da vicino alle dimensioni degli oggetti da loro studiati (tra cui atomi, particelle di polvere interstellare e lunghezze d'onda ottiche).
Per ragioni storiche, gli astronomi preferiscono usare l'ångström quando parlano dello spettro visibile.

## Simbolo
Il simbolo dell'angstrom è sempre una Å maiuscola e non va mai scritto in corsivo.
L'Unicode comprende il "simbolo dell'angstrom" come U+212B (in un browser ha l'aspetto di Å). Sempre in Unicode, un simbolo uguale ad 'Å' si ottiene dalla combinazione di 'A' e '°' con la codifica U+00C5 o, in sistemi unix-like, premendo AltGr+Shift+à seguito dalla lettera 'A' (su una tastiera italiana).